# Stayin' Alive (Jackyl)
Stayin' Alive è un album raccolta dei Jackyl pubblicato nel 1998 per la Shimmering Tone Records.

## Tracce
1. Problem (Dupree) 3:13
2. Crush (Dupree, Murdock) 3:42
3. Can't Beat It With a Stick (Dupree, Hayes) 2:47
4. Open for Business (Dupree, Stiff) 4:17
5. Street Went Legit (Dupree, Worley) 2:16
6. Live Wire (Scott, Young, Young) 6:03 (AC/DC Cover)
7. Gimme Back My Bullets (Rossington, VanZant) 3:14 (Lynyrd Skynyrd Cover)
8. Nobody's Fault (Tyler, Whitford) 4:23 (Aerosmith Cover)
9. Dumb Ass Country Boy [live] (Dupree) 2:52
10. Twice as Ugly [live] (Dupree, Worley) 4:32
11. Locked & Loaded [live] (Dupree, Johnson) 3:35

## Formazione
- Jesse Dupree - voce, motosega
- Jimmy Stiff - chitarra
- Jeff Worley - chitarra
- Thomas Bettini - basso
- Chris Worley - batteria